# Черемошна (річка)
Черемо́шна — річка в Ківерцівському районі Волинської області, права притока Кормину (басейн Дніпра).

## Опис
Довжина річки 12 км, похил річки — 1,2 м/км. Формується з багатьох безіменних струмків. Площа басейну 74,6 км².

## Розташування
Бере початок на східній околдиці села Липне і тече через нього переважно на північний захід. Біля села Гораймівка впадає в річку Кормин, праву притоку Стиру. 
Населені пункти вздовж берегової смуги: Холоневичі.